# Gargoyleosaurus
Gargoyleosaurus (лат.) — род вымерших растительноядных динозавров из инфраотряда анкилозавров, чьи окаменелые остатки найдены на территории штата Вайоминг (США) в верхнеюрских отложениях (киммериджский ярус). Представлен единственным видом — Gargoyleosaurus parkpinorum.

## Этимология
Название рода происходит от имени фантастического персонажа гаргульи (из-за сходства черепа) и древнегреческого слова sauros — ящер, ящерица. Название вида дано в честь И. Паркера (I.Parker) и Т. Пингара (T. Pinegar), первооткрывателей данного динозавра.

## Описание
Частичный скелет указывает на небольшую особь, длиной около 3—3,5 метров. Отличительные особенности включают череп длиннее своей ширины, с обращенными вбок ноздрями; большие заглазничные шипы, слегка перекрывающие чешуйчатую кость, характерный черепной орнамент. Многие черты, присутствующие у Gargoyleosaurus, дают основания отнести его к семейству полакантид.
Находка была сделана Западной палеонтологической лабораторией (Western Paleontological Laboratories) и передана в дар Денверскому музею природы и науки в штате Колорадо. При обнаружении череп был частично повреждён бульдозером. Род и вид описал в 1998 году Кеннет Карпентер в соавторстве с другими палеонтологами.
Голотип DMNH 27726 был найден в верхней части формации Моррисон, возле карьера Bone Cabin, округ Олбани, штат Вайоминг, США. Он включает в себя почти полный череп, дополнительную кость, расположенную спереди от атланта — proatlas, первые три шейных позвонка, шесть хвостовых позвонков, несколько фрагментов шейных и спинных рёбер, фрагмент правой лопатки и коракоид, правую плечевую и бедренную кости, фрагмент лобковой кости, несколько окостеневших сухожилий, множество дермальных остеодерм, включая почти полные шейные части. Череп обладает многими общими чертами с полакантидом Gastonia.